# I ratti nei muri
I ratti nei muri (The Rats in the Walls) è un racconto horror dello scrittore statunitense Howard Phillips Lovecraft. Scritto tra l'agosto e il settembre 1923, fu pubblicato per la prima volta nel marzo 1924 sulla rivista Weird Tales.

## Trama
I ratti nei muri è raccontato dal rampollo della famiglia Delapore, trasferitosi dal Massachusetts ad Exham Priory, l'ancestrale tenuta della sua famiglia in Inghilterra appena fatta ristrutturare. Qualche giorno dopo il trasloco il protagonista e il suo gatto preferito, "Nigger-man", sentono degli strani suoni, come di topi che zampettano dietro ai muri. Si ripetono nelle notti seguenti, e nessuno sa spiegarsene la ragione. Dopo svariate indagini il narratore e alcuni scienziati (da lui chiamati sul posto per risolvere il mistero) rinvengono sotto un altare nei sotterranei  una scala antichissima che sprofonda nel buio: discendendola, giungono ad una terrificante città sotterranea che ospita costruzioni antiche, romane e sassoni, ma anche più moderne. Da vari indizi scoprono che la sua famiglia si nutriva di carne umana, arrivando al punto di allevare uomini come bestiame, cosa che provocò poi una loro involuzione a causa delle mostruose condizioni di vita, trasformandoli in creature ibride che si muovevano a quattro zampe. Alla fine, il protagonista impazzisce per le rivelazioni sul passato della sua famiglia e - guidato dall'istinto derivatogli dalla propria cannibale eredità - uccide uno dei suoi compagni nel buio e inizia a divorarlo. Verrà poi rinchiuso in un istituto mentale. Il narratore proclama la sua innocenza, afferma che sono stati i ratti a mangiare l'uomo; continua infatti a sentirli zampettare dietro ai muri della sua cella. Si intuisce dal racconto come il cannibalismo e la follia finale del protagonista siano causati dalla presenza, nelle più oscure profondità della cripta, del dio Nyarlathotep, il cui piacere è condurre le persone alla pazzia. Nyarlathotep, adorato dai romani col nome di Atthis (o Ati), sposo della dea Cibele.